# Дімекень (комуна)
Дімекень, Дімекені (рум. Dimăcheni) — комуна у повіті Ботошані в Румунії. До складу комуни входять такі села (дані про населення за 2002 рік):
- Дімекень (1092 особи)
- Матеєнь (323 особи)
- Реча-Вербія (146 осіб)

Комуна розташована на відстані 387 км на північ від Бухареста, 20 км на північний захід від Ботошань, 114 км на північний захід від Ясс.

## Населення
У 2009 року у комуні проживали 1416 осіб.